# الجمعية الأمريكية للتدريب والتطوير
الجمعية الأمريكية للتدريب والتطوير (ASTD) هي جمعية غير هادفة للربح لالتعلم في مكان العمل والمهنيين الأداء.

## العضوية
الجمعية الأمريكية للتدريب والتطوير له عضوية الولايات المتحدة الدولية وكذلك قاعدة (أكثر من 100 دولة، 122 فصول الولايات المتحدة بتاريخ 26 الشبكات العالمية، و12 الشركاء العالميين). النقابة عمل العضوية في أنواع مختلفة من المنظمات، بما في ذلك المكاتب الحكومية، والخبراء الاستشاريين والموردين مستقلة.

## نموذج الكفاءة
استنادا إلى نتائج دراسة الكفاءة 2004، الجمعية الأمريكية للتدريب والتطوير إنشاءات نموذج للكفاءة كدليل الدائرة المهنية. ويتضمن النموذج ثلاثة مستويات: الكفاءات الأساسية، مجالات الخبرة (تصميم التعلم، تحسين الأداء البشري، وتقديم التدريب وقياس وتقييم وتسهيل التغيير التنظيمي، وإدارة التعلم وظيفة، والتدريب، وإدارة المعرفة التنظيمية، والتخطيط الوظيفي والمواهب إدارة)، والأدوار، ويشكل الإطار المرجعي للنمو الوظيفي والتطوير المهني. هذا النموذج هو أساس مهني معتمد لالجمعية الأمريكية للتدريب والتطوير في الاعتماد التعلم والأداء التي يقدمها المعهد شهادة.

## حول الجمعية الأمريكية للتدريب والتطوير
تأسست الجمعية الأمريكية للتدريب والتطوير في عام 1944 . بدأت المنظمة في نيو أورليانز خلال اجتماع لجنة التدريب لمعهد البترول الأمريكي في عام 1942. في العام التالي، قامت مجموعة من 15 «الرجال التدريب» اجتمع لأول اجتماع للمجلس في الجمعية الأمريكية للتدريب في الإدارة باتون روج، لويزيانا.
أصبحوا الهيئة الإدارية للرابطة، التي عقدت عضوية الجمعية الأمريكية للتدريب والتطوير في شيكاغو في عام 1945. غيرها من الجماعات التدريب المحلية والإقليمية، وصناعة محددة الانحياز تدريجيا مع الجمعية الأمريكية للتدريب والتطوير. في اتفاقية عام 1946، اعتمدت دستورا الجمعية الأمريكية للتدريب والتطوير مع أهداف: رفع الوعي حول المعايير وهيبة مهنة التدريب الصناعي وتعزيز التعليم المهني والتنمية
احتفظ هذه نقطة لمهمتهم الرسمية، وحتى مهنة تطورت وتغيرت عالم الأعمال. في عام 1964، غيرت اسمها إلى رابطة الجمعية الأمريكية للتدريب والتطوير. الجمعية الأمريكية للتدريب والتطوير اتسعت في نهاية المطاف تركيزها للاتصال التعلم والأداء مع نتائج الأعمال. في عام 2000، اختارت المنظمة للإشارة إلى نفسها فقط عن طريق الرسائل الجمعية الأمريكية للتدريب والتطوير، للتأكيد على رغبتها في توسيع نطاقه كمنظمة مهنية. اعتمدت اللجنة الشعار، «خلق عالم يعمل على نحو أفضل.»
تجري العديد من المشاريع البحثية كل عام على أماكن العمل والاستثمار في التعلم.